# 折襟
折襟または折り襟（おりえり）は、洋服の上着に用いられる襟の仕立て方の1つ。
立襟から変化して、19世紀中頃には狩猟用コートの襟として流行した。銃の発射速度が向上して従来のように直立して銃を構えることが困難になり、立襟より伏せ撃ちがしやすい折襟が20世紀初頭から軍服に多く使われるようになり、学生服などの制服や作業服等にも広く用いられるようになった。

## 種類
立折襟（英: Stand-and-fall collar）
台襟の部分をホックやボタンで留め、上部を折り返すもの。台襟が高い仕立ての場合は、形を整えるため襟カラーが入ることもある。立襟とともに「詰襟」に属する。ワイシャツ、トレンチコート、人民服など。
平折襟（英: Turndown collar）
台襟を持たず、襟全体をゆるやかに折り返した形。ポロシャツ、ステンカラーコート、ジージャンなど。

## 折襟の使用例
- 洋画家・彫刻家等の間で、平折襟の上着がアトリエでの作業着兼普段着として好んで用いられ、ながらくベレー帽などとともにこれらの職種に典型的なファッションのひとつであった。
- 中国では孫文が立折襟タイプの服を着用して以来、「中山服」あるいは「人民服」としてながく愛用された。台湾に拠点を移した中華民国でも中山服が正式な礼服であった。
- 日本陸軍の軍装は、昭和13年の服制改正により立襟から立折襟に移行したが、下士官兵の官給品が1個ホックの平折襟に近い立折襟とされたのに対し、将校准士官の襟の全高は旧制式の立襟と変わらず、5センチほどの高い台襟に折襟を付した2個ホックが標準であった。
- 日本海軍士官の通常冬衣は、紺色の立襟として知られているが、明治時代の一時期は、立折襟であった。
- 太平洋戦争中の日本では、同時期の陸軍の軍服に準じた立折襟仕立ての服が、民間人が着用する「国民服」とされた（制定は開戦前年の1940年である ）。終戦後もしばらくの間は、新しい服を買う余裕がなくこれを引き続き着用した人が多かった。映画、テレビドラマ等で「戦時中」「終戦直後」の場面を演出する際、国民服は不可欠の衣装小道具のひとつとなっている。
- 現在世界各国の軍服のうち、戦闘服は平折襟仕立てが一般的である（ただし第一ボタンを留めずに「開襟」のような形で着用する場合が多い）。また礼服・勤務服に立折襟を用いている軍隊は、現在では中国人民解放軍、朝鮮人民軍（以上開襟ネクタイ式と併用）、チリ陸軍等少数となっている。
- 学校の制服や標準服のうち、小学校の男子用として立折襟の上着が定められている場合が多い。中学校および高等学校では立襟もしくはブレザータイプがほとんどであるが、暁星学園や清風中学校などのように、立折襟の制服を採用している例も少数ながら存在する。

## 画像

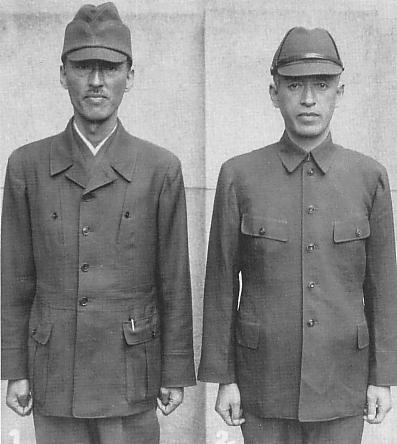
甲号（向かって左）・乙号（右）の国民服。甲号は立折襟式開襟となっており、写真では開襟にした状態。乙号は立折襟。
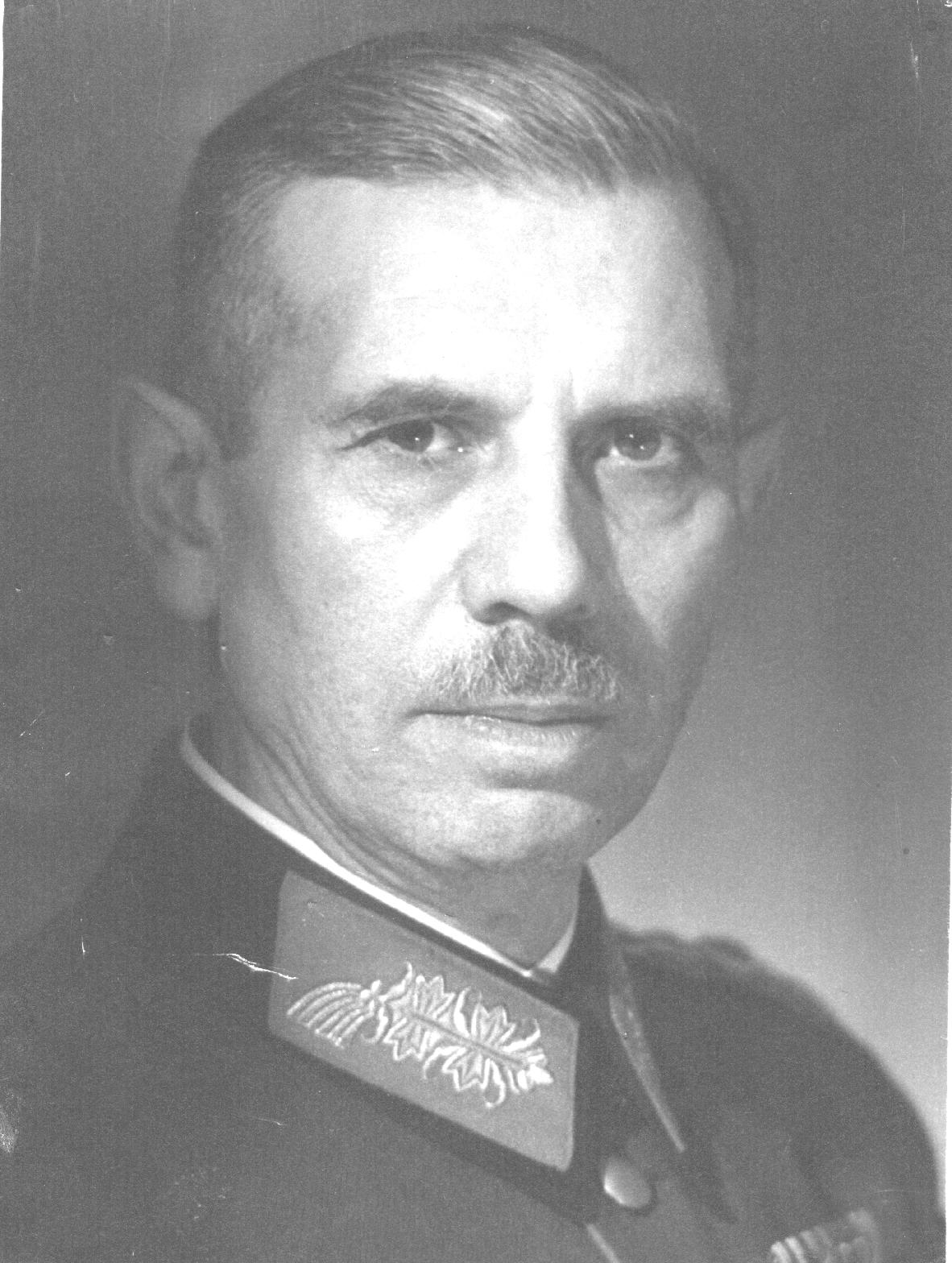
ドイツ国防軍軍服（ハインリヒ・ヴィンツァー（ドイツ語版））
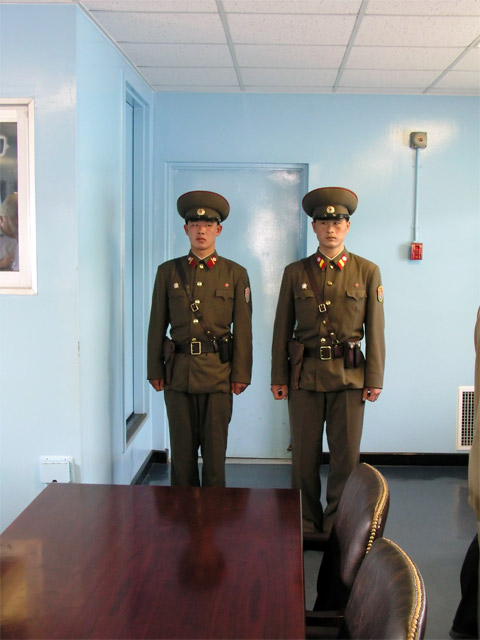
折襟の軍服を着用した朝鮮人民軍兵士
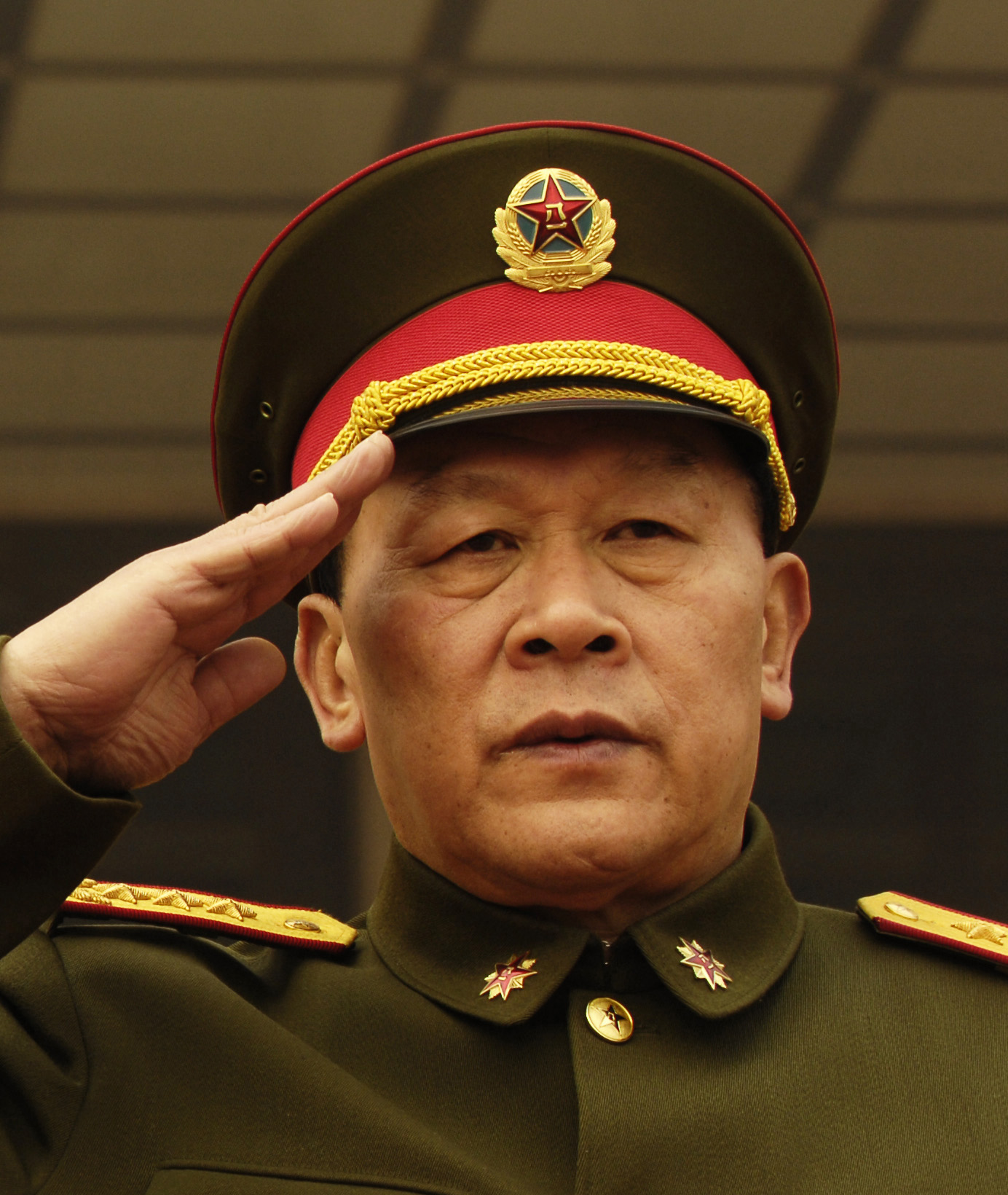
中国人民解放軍将校
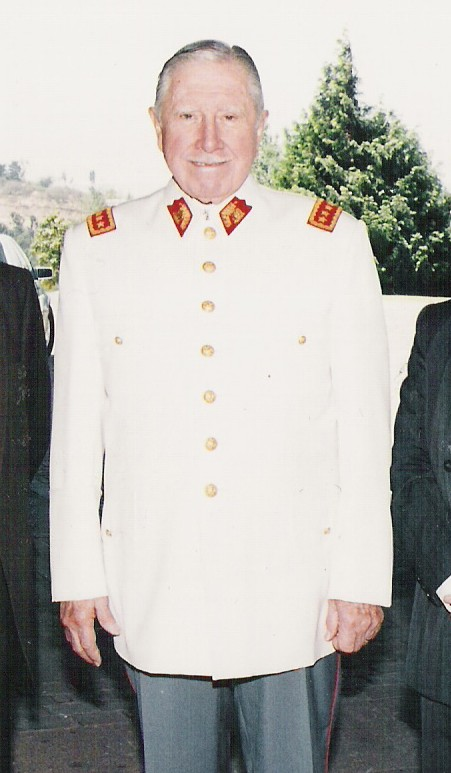
チリ陸軍将官服（アウグスト・ピノチェト）